# Paróquia Bom Jesus (Bom Jesus do Amparo)
A Paróquia Bom Jesus é uma divisão da Igreja Católica sediada no município brasileiro de Bom Jesus do Amparo, no estado de Minas Gerais. A paróquia faz parte da Diocese de Itabira-Fabriciano, estando situada na Região Pastoral I. Foi criada em 4 de junho de 1858.